# Kathedrale Hl. Michael (Belgrad)

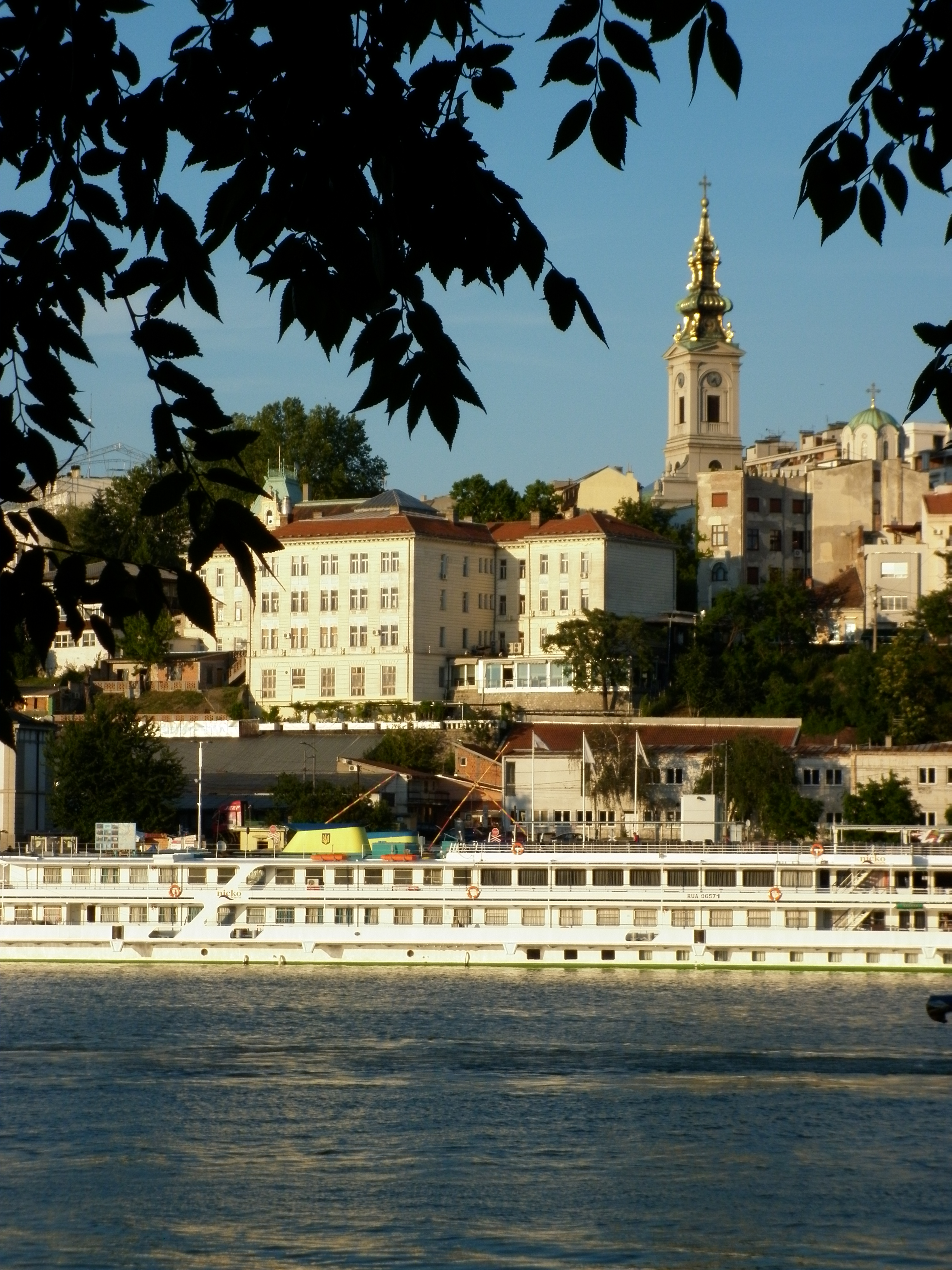
Kathedrale des hl. Erzengel Michael in der Belgrader Innenstadt

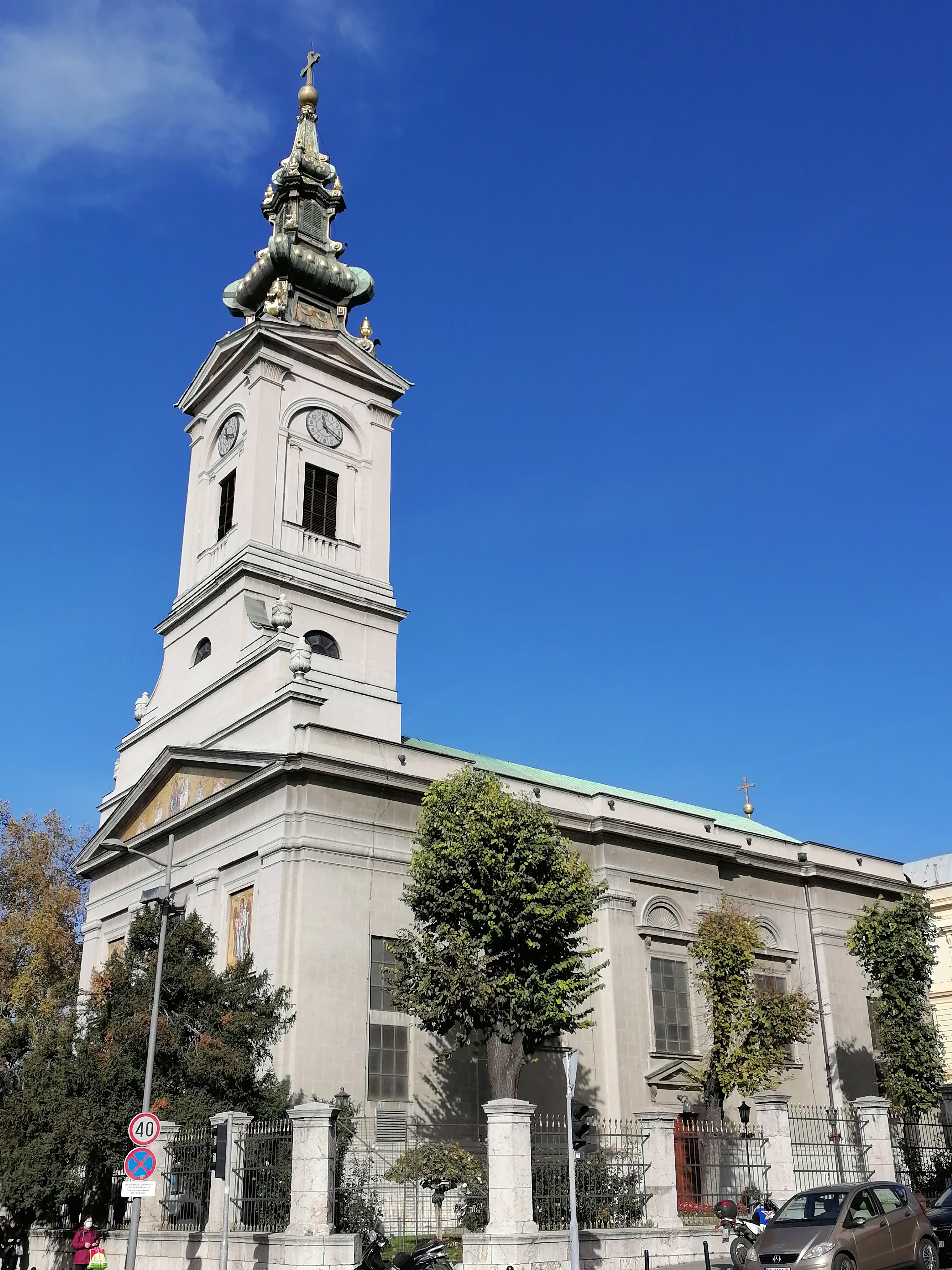

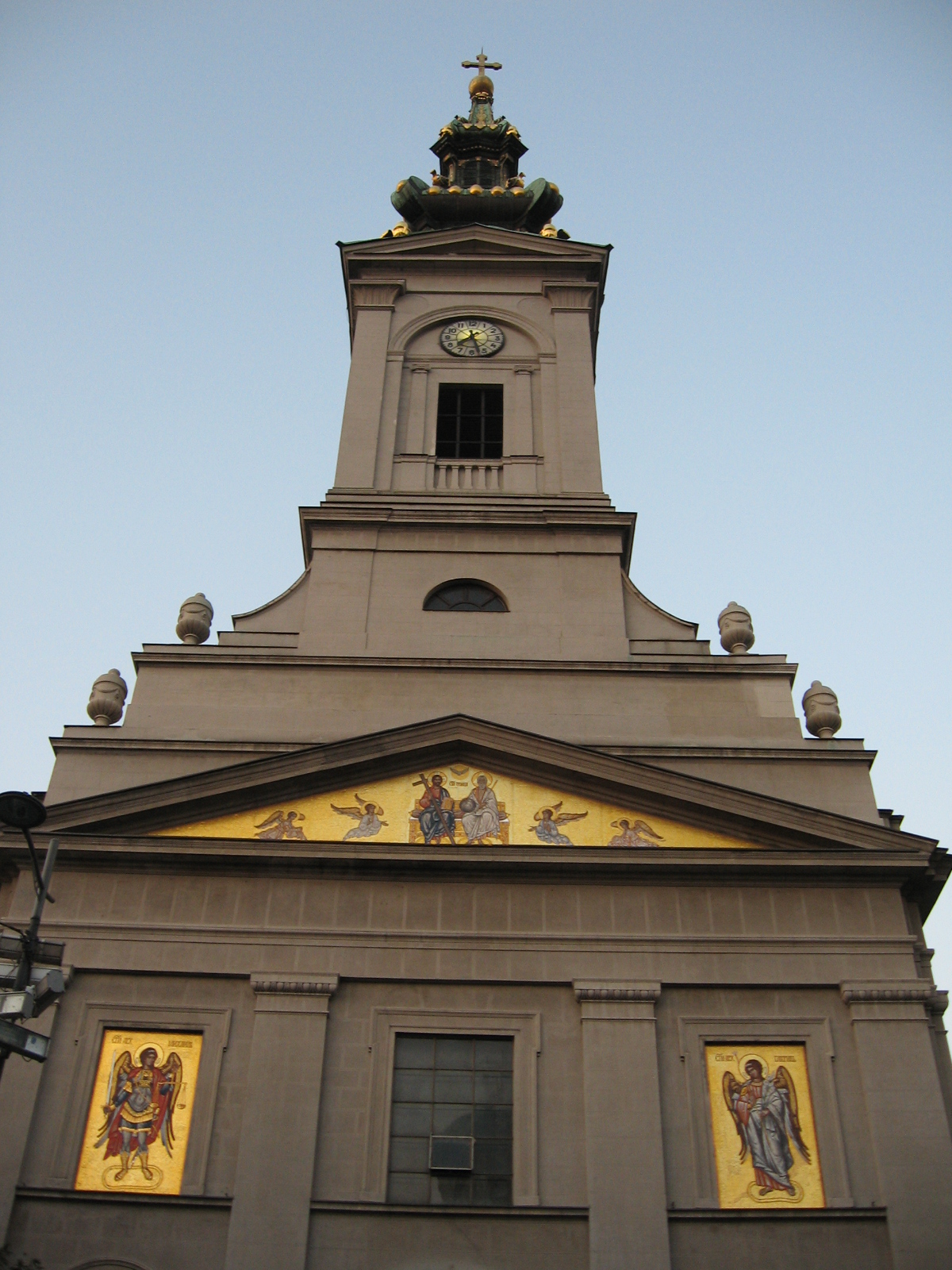
Frontalansicht

Die Kathedrale des hl. Erzengel Michael, auch nur Kathedrale genannt (Serbisch: Саборна црква/Saborna crkva), ist eine serbisch-orthodoxe Kirche in Belgrad in Serbien. Die Kathedrale ist Sitz der Erzeparchie von Belgrad und Karlovci der Serbisch-orthodoxen Kirche. Die Kathedrale des Hl. Erzengels Michael in Belgrad befindet sich im alten Stadtteil, an der Kreuzung der Straßen Kralja Petra und Kneza Sime Markovića, den ehemaligen Straßen Bogojavljenska und Dubrovačka.
Die Kathedrale in Belgrad stellt durch ihre Architektur, Kunstwerke und reicher Schatztruhe ein herausragendes Kulturdenkmal dar. Sie stellt ein historisches Denkmal des Schicksals des serbischen Belgrads der ersten Hälfte des 19. Jahrhunderts von unschätzbarem Wert dar. Dieses bildete sich gerade auf dem Gebiet um die Kathedrale herum aus, die zu seinem kirchlichen, administrativen und kulturellen Zentrum wurde. In der Zeit als schrittweise neue gesellschaftliche und politische Umstände in Serbien auftauchen, wurde die Kathedrale zu einem Angelpunkt im Kampf um die Unabhängigkeit vom türkischen Zentralismus bis zur endgültigen Befreiung von der jahrhundertelangen Knechtschaft.
Mit dem Beschluss aus dem Jahr 1979 wurde die Kathedrale zum Kulturgut von besonderer Bedeutung für die Republik Serbien erklärt.

## Geschichte
Der protestantische Pfarrer und Reisebeschreiber Stephan Gerlach schreibt in seiner wertvollen Reisebeschreibung über die kaiserliche Gesandtschaft nach Konstantinopel 1573–1578 wie sie ausgesehen hat. Obwohl geräumig, konnte sie mit allen benötigten liturgischen Gefäßen und dem Mobiliar nicht das zahlreiche christliche Volk der Belgrader Stadt aufnehmen.
Spätere Daten über die Existenz dieser Kirche* haben hauptsächlich Reisebeschreiber aus dem 17. und 18. Jahrhundert vermerkt, die uns über ihr Schicksal ausführlich Bericht erstatten. Während der türkisch-österreichischen Konflikte zu Anfang des 18. Jahrhunderts wurde die Kirche zerstört. Nachdem aber die österreichische Regierung strikt in ihrer Anordnung war, dass zerstörte serbische Gotteshäuser nicht wiederaufgebaut werden dürfen, trat der damalige Metropolit Mojsije Petrović, in Erwartung der Unterstützung des russischen Zaren Petar des Großen, der aber in der Zwischenzeit verstirbt, die Erneuerung der Kirche von Grund auf an und dekorierte sie auch mit einer neuen Ikonostase. Leider haben sich die schweren historischen Umstände auch wieder auf das Bestehen der Kirche ausgewirkt, so dass das nicht ihre letzte Erneuerung blieb.
Mit dem Frieden von Belgrad, der 1739 geschlossen wurde, haben die Türken unter anderem Belgrad wieder bekommen und „sobald sie in die Stadt hereingekommen sind, haben sie auch zu diesem Anlass ihre Wut sowohl auf die Serben wie auch auf die serbischen Heiligtümer gezeigt“. Die prunkvolle Residenz des serbischen Metropoliten wurde zerstört und die Kirche „haben sie geplündert und das Gewölbe niedergerissen“. Einige Jahrzehnte später, Anfang des Jahres 1798, erlitt die Kirche wieder Schäden, diesmal durch einen Brand. Für den Gottesdienst wieder Instand gesetzt, diente sie dazu bis zum Anfang des Jahres 1813, als die Türken sie nach der Niederschlagung des Ersten Serbischen Aufstands geschändet und geplündert haben. Die erforderlichen Reparaturen wurden nach dem Zweiten Serbischen Aufstand durchgeführt.
Mit der Veröffentlichung des Reformedikts Hatt-ı Şerif am Andreastag 1830, der auch die Freiheit des Gottesdienstes gewährleistete, wurde auf Anordnung des Fürsten Miloš „neben der alten Kirche auch ein hölzerner Glockenturm errichtet“, in dem die Glocken eingebaut wurden. Um die Glocken zu gießen wurde ein großes Feuer angezündet, das drei Tage brannte. Die Menschen sind daran vorbeigegangen und haben in eine Form mit Bronze, die geschmolzen wurde, verschiedene Gegenstände aus Silber geworfen, damit die Glocken einen „silberneren“ Klang haben.
Die damaligen Belgrader haben sich dieses Ereignis „als etwas Großes und Unfassbares herbeigewünscht. Der Klang der Glocken bedeutete für sie nicht nur ein einfaches Glaubensritual, Glocken waren ein Symbol des jahrhundertelang erwarteten Sieges“. Die Türken haben diesen Beschluss des Fürsten Miloš mit Unglauben und Drohungen betrachtet. Bis heute ist die Anekdote, dass sich der Belgrader Wesir Husein-paşa Gavanozoglu (1827–1833) an Petar Cukić wandte, da dieser für die Errichtung der Glocken zuständig war, und ihm drohte, dass er deshalb bestraft würde. Der mutige Woiwode antwortete: „Ich weiß, ich weiß, Effendi-paşa, wenn ich sie anbringe, werde ich durch die türkische Hand sterben. Und wenn ich sie nicht anbringe, werde ich durch die Hand meines Herrn Fürst Miloš sterben. Ich will lieber durch die türkische Hand als durch die Hand meines Herrn als sein ungehorsamer Diener sterben.“.
Heute befinden sich im Glockenturm der Christi-Himmelfahrtskirche (1863) unter den fünf Glocken unterschiedlicher Größe und Abstammung auch die Glocke der alten Kathedrale, die am 15. Februar 1830, als das Fürstentum Serbien seine Unabhängigkeit erlangte, zum ersten Mal ertönte.
Die zerstörte und reparierte alte Kirche kämpfte bis zum 22. Juni 1836 mit schlimmen Zeiten. Da erließ der Fürst Miloš nach zahlreichen Diskussionen den Befehl über ihren endgültigen Abriss und den Bau einer neuen Kirche.
Der Bau der neuen Kathedrale begann am 28. April 1837. Die Weihe des Fundaments dieser „Belgrader Kathedralkirche“ am 15. Juli 1837 beschrieb ein Zeitgenosse als herausragendes Ereignis, bei dem der Metropolit Petar Jovanović, die höchsten kirchlichen Würdenträger, die Fürstin Ljubica und die Erben Milan und Mihailo, Fronarbeiter, Kinder und „Volk beiderlei Geschlechts“ anwesend waren. Kanonen donnerten und das Volk „segnete in der Kirche diese glückliche und überglückliche Zeit“. Am Tag der slava (Fest des Schutzpatronen) des Gotteshauses, dem Hl. Erzengel Michael, am 8. November 1845, führte der Metropolit Petar Jovanović die Weihe der fertigen Kirche durch und hielt seine erste Liturgie ab.
Die Kathedrale war eine der höchsten Kirchenbauten im Fürstentum Serbien und nach der Kirche der Hl. Peter und Paul im Park Topčider (1832/34) die älteste Kirche in Belgrad. Obwohl der Urheber der Architekturpläne zum Bau der Kirche lange Zeit ein Streitfall war, ist klar, dass sie Baumeister aus Pančevo nach dem Projekt von Friedrich Adam Querfeld errichtet haben. Sie wurde nahe dem Damm auf einer Anhöhe erbaut und war dadurch von allen Seiten ersichtlich, besonders der hohe Glockenturm mit großem goldenen Kreuz, der „jedes Fremden Blick auf sich zieht, besonders von Zemun aus“.
Die Kirche ist ein einschiffiger Bau mit halbrunder östlicher Apsis und Narthex auf der Westseite, über dem ein hoher Glockenturm ragt. Der Innenraum ist aufgeteilt in den Altarbereich, Naos und Narthex, wo sich das Baptisterium und die Treppe zum Glockenturm befinden. Im Unterschied zur Nord- und Südfassade, die identisch und einfach gestaltet sind, hebt sich die Westfassade – die Hauptfassade – durch einen repräsentativen Eingang und einem breiten Treppenzugang hervor. Die Architektur der Kathedrale hat in Bezug auf ihre Gliederung und ihre feinen Proportionen unmittelbar die Vorbilder neoklassizistischer Kirchen mit erkennbarem barocken Turm, die in der gleichen Epoche in Österreich gebaut wurden, und zu denen auch die etwas ältere Kathedrale in Sremski Karlovci (1758) zählt – ein mögliches Vorbild – angenommen.
Dieser Kirchentypus wird zur Zeit der Herrschaft des Fürsten Miloš in Serbien sehr verbreitet sein.
Nach Bauende machte man sich daran, denn Innenraum zu verzieren und einzurichten. Die Belgrader Kirchengemeinde beauftragte den Bildhauer, Holzschnitzer und Gießer Dimitrije Petrović (1799–1852), der an der Akademie in Wien studierte, die Entwürfe für die Ikonostase und die Chöre anzufertigen. Dimitrije Petrović hat bereits früher für die Dynastie Obrenović gearbeitet, unter anderem hat ihn Fürst Miloš 1838 beauftragt, serbische Wappen für die Kanonen, die in Österreich bestellt wurden, zu gießen. Dennoch verlässt Dimitrije Petrović nach der Anfertigung des architektonischen Teils der Ikonostase und ihrer Montage in der Kirche 1842, aufgrund gewisser Meinungsverschiedenheiten mit der Gemeinde, Belgrad für immer. Die mit bestimmten eklektischen dekorativen Elementen opulent gestaltete Ikonostase der Kathedrale in Belgrad ist sicherlich eine der repräsentativsten klassizistischen Ikonostase in Serbien.
Die Ausmalung der Kathedrale wurde einem der bekanntesten serbischen Maler des 19. Jahrhunderts, Dimitrije Avramović (1815–1855), anvertraut. Er hat zwischen 1841 und 1845 insgesamt achtzehn große Wandkompositionen und fast fünfzig Ikone für die Ikonostase angefertigt. Der Künstler wurde von der historischen Wiener Schule und den deutschen Nazarenern beeinflusst. Jedoch haben sich sein ausgeprägtes Gefühl für ein dramatisches Kolorit und sein plastischer – mutiger – Rhythmus in eine originelle Maler-Handschrift vereint, um so auf den Wandflächen der Kathedrale einzigartige, monumentale Kompositionen mit religiösem Inhalt in der neueren serbischen Malerei zu verwirklichen. Was für eine Reaktion sein Werk hervorgerufen hat, zeigt die Tatsache, dass er nach dem Ausmalen der Kathedrale vom Fürsten Aleksandar Karađorđević das Angebot bekommen hat, die Ikonostase der Karađorđe-Kirche in Topola (1845) zu bemalen, was eine große Ehre für solch einen jungen Künstler bedeutete und ein Zeichen dafür war, dass Avramović den Ruf eines angesehenen und geschätzten Malers erlangt hat.
Neben Maler- und Holzschnitzarbeiten auf der Ikonostase, den Chören und der Kanzel und den Wandmalereien ist auch die Schatztruhe von großem Wert. In ihr befinden sich Gegenstände der angewandten Kunst – Goldschmiedearbeiten aus dem 18. und 19. Jahrhundert, liturgische Gewänder, Kreuze, einzelne Ikonen aus der zweiten Hälfte des 19. Jahrhunderts und andere Gegenstände von kulturhistorischer Bedeutung.
In der Nähe der Kirche, genauer gesagt am Ort, an dem heute die Straße Zidarska und ein Teil der Straßen Kralja Petra und Kosančićev venac entlanglaufen, befand sich der alte serbische Friedhof. Er erweiterte sich schrittweise auch auf das Gebiet des Kirchhofs der Kathedrale, die in den ersten Jahrzehnten des 19. Jahrhunderts nicht umzäunt war und als einzigartiger Friedhof diente, auf dem angesehenere Persönlichkeiten Serbiens beerdigt wurden: Haddsch Ruvim (Rafailo Nenadović, 1754–1804), Fürst Sima Marković (1768–1817), Woiwode Petar Nikolajević Moler (1775–1816).
Im Rahmen der Kathedrale wurde 1853 der Erste Belgrader Gesangsverein gegründet, der auch heute noch aktiv ist. Diesen Chor haben alle bedeutenden Komponisten der serbischen Musik, wie Josif Marinković, Stevan Mokranjac, Kornelije Stanković u. a., dirigiert.

## Sonstiges
Der Schädel des vožd Karađorđe war bis 1837 im südlichen Teil des Kirchhofs begraben, als er auf Wunsch und Anordnung der Fürstin Ljubica ausgegraben und nach Topola gebracht wurde. In der Kirche selbst befinden sich Reliquien des Hl. Zaren Stefan Uroš V. und des Hl. Despoten Stefan Štiljanović († 1540), die Gräber der serbischen Herrscher Fürst Miloš (1780–1860) und Mihailo Obrenović (1823–1868) und die Gräber kirchlicher Oberhäupter. Vor dem Haupteingang in die Kirche sind der serbische Schriftsteller und Aufklärer Dositej Obradović (1742–1811) und der Reformer der serbischen Sprache Vuk Karadžić (1787–1864) begraben.
Gegenüber der Kathedrale wurde zwischen 1934 und 1935 das heutige Patriarchenpalais erbaut, für das der aus Russland emigrierte Architekt Viktor Lukomski zuständig war. Neben dem Patriarchenpalais befindet sich die österreichische Botschaft in Belgrad.